# Congreso del Estado de Baja California Sur
El Honorable Congreso del Estado Libre y Soberano de Baja California Sur es el órgano depositario del poder legislativo del estado mexicano de Baja California Sur. Es una asamblea unicameral compuesta por veintiún diputados, de los cuales dieciséis son electos por mayoría relativa y cinco por representación proporcional.
La Constitución Política del Estado Libre y Soberano de Baja California Sur establece el Congreso en su Título Sexto, Capítulo I, artículo 41. 
El Congreso del Estado de Baja California Sur se integrará con dieciséis Diputados de Mayoría Relativa, electos en su totalidad cada tres años por votación directa y secreta mediante el sistema de Distritos Electorales Uninominales y hasta con cinco Diputados electos mediante el principio de Representación Proporcional.

## El Congreso
El Congreso del Estado tiene su residencia oficial, en el edificio del Poder Legislativo con sede en la ciudad capital del Estado; podrá habilitar otro lugar como residencia oficial, mediante acuerdo aprobado por mayoría calificada.
Para el cumplimiento de sus facultades y ejercicio de sus funciones, el Congreso del Estado integra su estructura con órganos de Dirección, de Trabajo, Técnicos y Administrativos.
El Congreso del Estado se organiza y funciona con los siguientes:
Órganos de Dirección:
- La Mesa Directiva;
- La Junta de Coordinación Política (JUCOPO).

Órganos de Trabajo:
- Las Comisiones de Dictamen Legislativo;
- Las Comisiones Ordinarias.

Son órganos Técnicos y Administrativos, las áreas profesionales del Congreso del Estado a las que les corresponden tareas de apoyo al órgano de Dirección; así como a los órganos de Trabajo, para el cumplimiento de sus atribuciones constitucionales y legales, siendo estos:
- La Secretaría de Servicios Parlamentarios;
- La Secretaría de Servicios Administrativos;
- La Contraloría Interna;
- La Dirección de Asuntos Jurídicos Legislativos;
- La Dirección de Programación y Gasto Interno;
- La Dirección de Comunicación Social;
- La Biblioteca del Congreso del Estado.

Los Institutos:
- El Instituto de Estudios Legislativos (IEL);
- El Instituto de Opinión Ciudadana y Estudios Económicos y Sociales (IOCEES).

## Legislaturas
| Legislatura   | Periodo   |
| ------------- | --------- |
| Constituyente | 1974-1975 |
| I             | 1975-1978 |
| II            | 1978-1981 |
| III           | 1981-1984 |
| IV            | 1984-1987 |
| V             | 1987-1990 |

| Legislatura | Periodo   |
| ----------- | --------- |
| VI          | 1990-1993 |
| VII         | 1993-1996 |
| VIII        | 1996-1999 |
| IX          | 1999-2002 |
| X           | 2002-2005 |
| XI          | 2005-2008 |

| Legislatura | Periodo   |
| ----------- | --------- |
| XII         | 2008-2011 |
| XIII        | 2011-2015 |
| VIV         | 2015-2018 |
| XV          | 2018-2021 |
| XVI         | 2021-2024 |
| XVII        | 2024-2027 |